# ホウライシダ
ホウライシダ（蓬莱羊歯、学名：Adiantum capillus-veneris L.）は、ホウライシダ科ホウライシダ属のシダ植物である。

## 分布・生育地
世界中の温帯から熱帯にかけて広く分布する。日本では四国や九州、伊豆半島などに分布するが、栽培されていたものが野生化していることもある。海岸や川岸の崖や石垣などに生える。園芸用に室内や温室などで栽培もされている。

## 形態・生態
常緑性の多年草。根茎は短く這い、黒褐色の茎をのばす。茎の長さは15センチメートル (cm) ほどで、茎には切れ込みのある扇形をした小葉が互い違いにつく。葉は2回羽状複葉で、小羽片は扇形をしており、基部は楔形、先は数か所ほど浅裂または深裂する。小葉の各裂片（羽片）には、葉縁の一部が裏側へ折れ曲がった偽包膜が横に長く、1つずつ付く。胞子嚢群（ソーラス）は葉縁の一部が折れ返ったところにつく。岩などに固着して生育していることが多い。

葉の形から別名「ヴィーナスの髪」、「ヴィーナスヘア」とも呼ばれる。

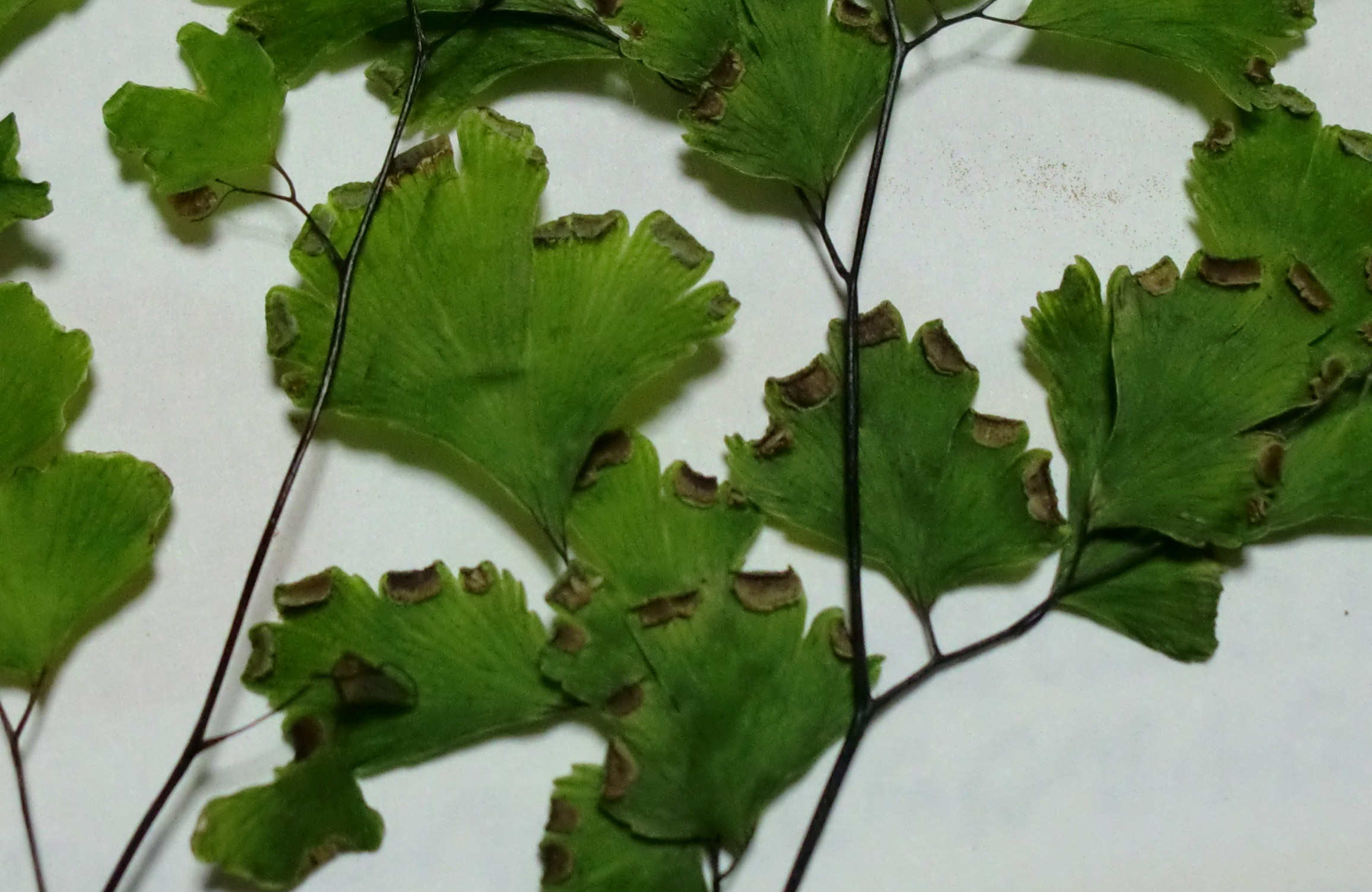
葉の縁にある薄茶色のソーラス

## 利用
ホウライシダはその形態の美しさから鑑賞価値が高く、他のホウライシダ属の各種とともに観賞用に栽培されることがある。その際には、総称として属名のアジアンタムで呼ばれることもある。栽培はそれほど容易ではなく、排水や保水の良い用土、適切な湿度調整などが求められる。
園芸品種名にフィンブリアツム (Fimbriatum) やインブリカツム (Imbricatum) などがあり、小葉の羽片の先が切れ込む。
「ホウライシダ葉エキス」には、毛髪ダメージによって生成されたシステインをシスチンへ再生する効果があることが発見され、ヘアケア技術が開発されている。